# 岩手県立農業大学校
岩手県立農業大学校（いわてけんりつ のうぎょうだいがっこう）とは、岩手県胆沢郡金ケ崎町にある県立の農業大学校。
農業改良助長法に基づく農業者研修教育施設として位置付けられているが、2007年度より専修学校として認可されている。

## 所在地
- 岩手県胆沢郡金ケ崎町六原蟹子沢14

## 設置学科
本科
- 農産園芸学科
  - 農産経営科
  - 野菜経営科
  - 果樹経営科
  - 花き経営科
- 畜産学科
  - 酪農経営科
  - 肉畜経営科

研究科
- 農産園芸分野
- 畜産分野

研修科

## 沿革
- 1898年 - 陸軍軍馬補充部六原支部設置
- 1932年 - 県立六原青年道場設立
- 1933年 - 県立六原青年道場分場 海洋道場設置(岩手県立水産学校内)
- 1946年 - 県立六原道場設立
- 1976年 - 県立六原営農大学校設立
- 1981年 - 新農業短期大学校設立
- 1986年 - 研修科新設/高等科併設
- 1988年 - 生物工学科新設
- 1996年 - 現農業大学校

## 特色
- 旧陸軍省軍馬補充部六原支部の跡地を利用して建てられている。敷地面積は308ha。日本最大の土地面積。
- 2007年度より専修学校に位置づけされたため、卒業生には専門士の称号が与えられるほか、農業系大学への編入学も可能となった。